# Сапега, Андрей Павлович
Андрей Павлович Сапега (пол. Andrzej Sapieha, бел. Андрэй Паўлавіч Сапега, ок. 1560 — до 11 октября 1621) — государственный и военный деятель Великого княжества Литовского, королевский ротмистр (ок. 1572 - 1580),  подчаший великий литовский (1588—1592), каштелян минский (1592—1597), воевода полоцкий (1597—1613) и смоленский (с 1621 года).
Ему принадлежали Вишницы, Сапежишки, имения на Подляшье.

## Биография
Представитель коденской линии литовского магнатского рода Сапег герба «Лис», сын воеводы новогрудского Павла Ивановича Сапеги (ум. 1579) от второго брака с Александрой Ходкевич (ум. около 1583). Сводные братья — воевода витебский Николай (1526—1599) и воевода минский Богдан (ок. 1530—1593).

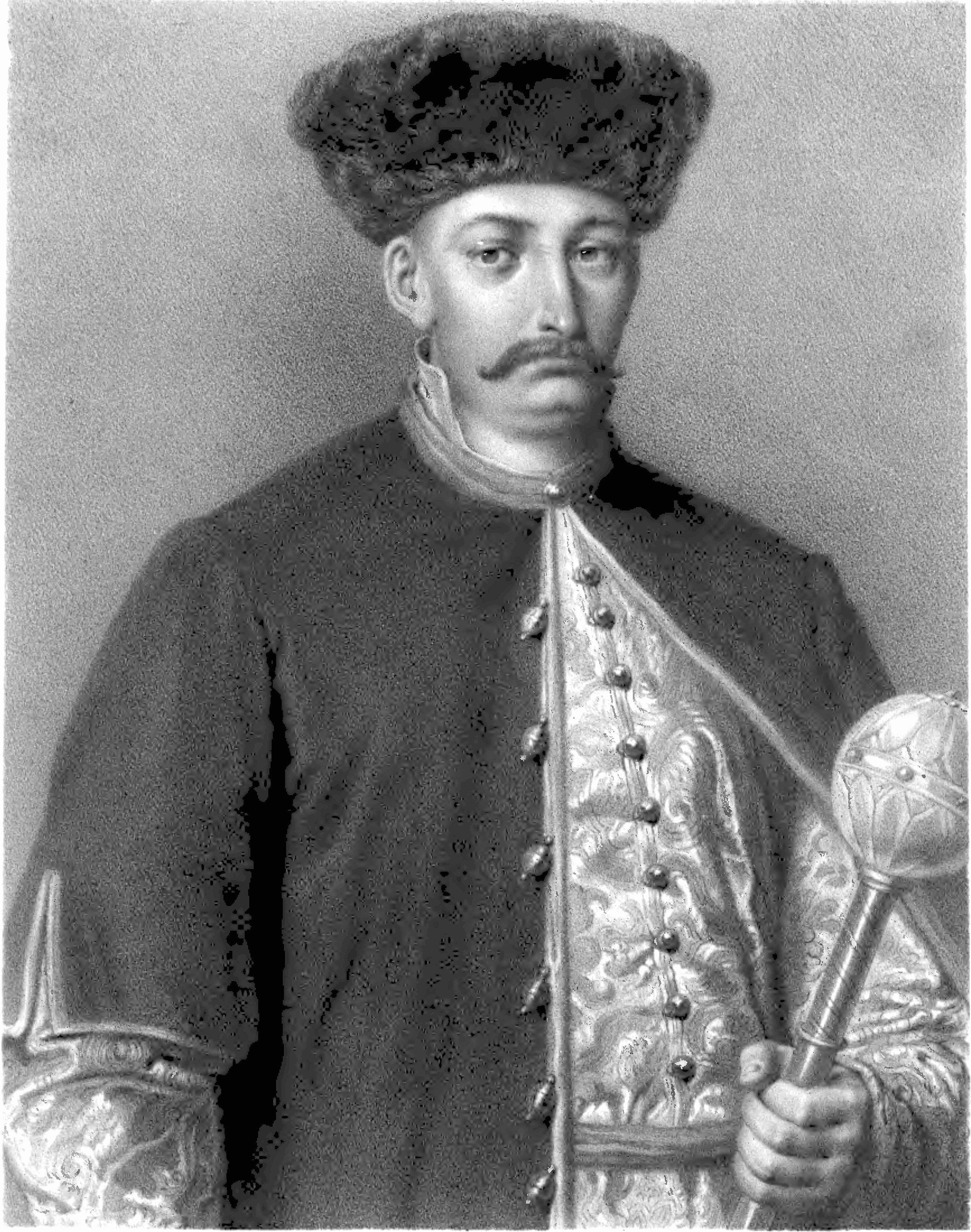
В. Герсон. Андрей Сапега. XIX век.

В 1590-х годах учился в Падуанском университете. В чине ротмистра участвовал в Ливонской войне с Русским государством (1558—1582). 21 октября 1578 года Андрей Сапега совместно со шведским военачальником Юргеном Боем разбил русское войско под командованием князя Ивана Юрьевича Голицына, которое осадило замок Венден, и захватил в плен московских воевод князей П. И. Татева и П. И. Хворостинина.
Андрей Павлович Сапега занимал ряд государственных должностей, в том числе воеводы полоцкого, от которой отказался из-за конфликта с полочанами. В 1588 году получил должность подчашего великого литовского, в 1592 году стал каштеляном минским. В 1597-1613 годах — воевода полоцкий. В 1621 году перед смертью был именован воеводой смоленским.
Неоднократно выезжал за границу, главным образом в Италию: в 1579, 1592 и 1608 годах.

## Семья
Был дважды женат. В 1569 году женился на княгине Марине Александровне Чарторыйской (ум. 1569/1570), дочери воеводы волынского, князя Александра Фёдоровича Чарторыйского (ум. 1571) и Магдалены Йовановны Бранкович (ум. 1575), от брака с которой детей не имел.
В 1570 году вторично женился на Криштине Дембинской (ум. 1615). Дети: Станислав Томаш, Анна (жена каштеляна черского Станислава Ласоцкого), Александра (жена воеводы познанского Иеронима Гостомского), Криштина, Ядвига, Марина и Дорота.